# Stephan Liermann
Stephan Liermann (* 8. Mai 1929 in Bonn) ist ein deutscher Richter, Landgerichtspräsident und Verfassungsrechtler.

## Leben
Stephan Liermann studierte Rechtswissenschaften und wurde 1963 an der Rheinischen Friedrich-Wilhelms-Universität Bonn mit der Arbeit Die Tonbandaufnahme als Beweismittel im Strafprozess zum Dr. iur. promoviert. 1990 wurde er zum Honorarprofessor an der Universität zu Köln ernannt. Er ist zusammen mit Walter Rahm Verfasser des „Handbuchs des Familiengerichtsverfahrens“.
Stephan Liermann war Präsident des Landgerichts Düsseldorf.
Er ist seit 1950 Mitglied der katholischen Studentenverbindung K.D.St.V. Alania Bonn im CV.